# Kostel Rozmnožení chlebů a ryb
Kostel Rozmnožení chlebů a ryb je římskokatolický kostel nacházející se v Ejn Ševa na severozápadním břehu Galilejského jezera v Izraeli. Spravují ho benediktini. Moderní kostel stojí na místě dvou předchozích starobylých kostelů, z nichž se dochovaly některé prvky, zejména mozaiky.

## Dějiny
První kostel, postavený u důležité silnice Via Maris, která tudy prochází, vznikl kolem roku 350 a nechal ho vybudovat Josef Tiberiadský. Poprvé se o něm zmínila Egeria v roce 380. Kolem roku 480 byl kostel výrazně rozšířen, v této době byly doplněny i podlahové mozaiky . Přestavba se připisuje patriarchovi Martyriovi Jeruzalémskému. V roce 614 byzantský kostel zničili Peršané.
Po zničení v roce 614 se na přesné místo kostela zapomnělo. V roce 1888 pozemek získal Německý katolický spolek pro Palestinu (Palästina-Verein der Katholiken Deutschlands), spojený s arcidiecézí Kolín nad Rýnem. Počáteční archeologický průzkum byl proveden v roce 1892 a úplné vykopávky začaly v roce 1932. Tyto vykopávky vedly k objevu mozaikových podlah z kostela z 5. století, o kterém se také zjistilo, že byl postaven na základech mnohem menší kaple ze 4. století.
Od roku 1939 je majetek ve správě benediktinského řádu a funguje jako dceřiný dům Opatství Zesnutí Panny Marie v Jeruzalémě. Současný kostel, otevřený v roce 1984, byl postaven na stejném půdorysu jako byzantský kostel z 5. století; část starých zdí z černého čediče se dochovala a zůstává viditelná. Kolínští architekti Anton Goergen a Fritz navrhli jednoduchou, skromnou budovu evokující novobyzantský styl. Okna jsou osazena alabastrovými panely. Světlé vápencové bloky byly přivezeny z lomu poblíž Tajbe mezi Jerichem a Ramalláhem, červené cihly z Itálie a střešní krytina z Německa. Portál je dílem německého sochaře Elmara Hillebranda.
Dne 17. června 2015 židovští extremisté vypálili budovu knihovny vedle kostela. Incident následoval po sérii předchozích útoků na křesťanská místa. Izraelští představitelé označili útok za „terorismus“.

## Interiér
Interiér kostela má střední loď a dvě lodi vedlejší. Chrám má apsidu a transept. Pod oltářem se nachází blok vápence nalezený při vykopávkách, který je uctíván jako kámen, na který byl položen zázračně rozmnožený pokrm.
Nejdůležitější uměleckou památkou kostela jsou restaurované mozaiky z 5. století. Jde o nejstarší známé příklady figurativních podlahových mozaik v křesťanském umění ve Svaté zemi. Mozaiky ve dvou transeptech zobrazují různé vodní ptáky a rostliny, přičemž vyniká motiv lotosového květu. Tato květina, která není v této oblasti původní, naznačuje, že se umělec inspiroval nilskou krajinou, oblíbenou v římském a raně byzantském umění. Všechny ostatní motivy zobrazují rostliny a zvířata z Galileje. Mozaika nalezená před oltářem zobrazuje dvě ryby vedle košíku se čtyřmi bochníky chleba.
V moderním kostele se dochoval i parapet levého vstupu do atria, čedičové dlažební kostky a část vlysu apsidy. Pod skleněnou tabulí vpravo od oltáře jsou vidět i základy původního kostela ze 4. století.
Na nádvoří je vystaven lis na olej vyrobený z čediče a poblíž něj křtitelnice.

## Galerie

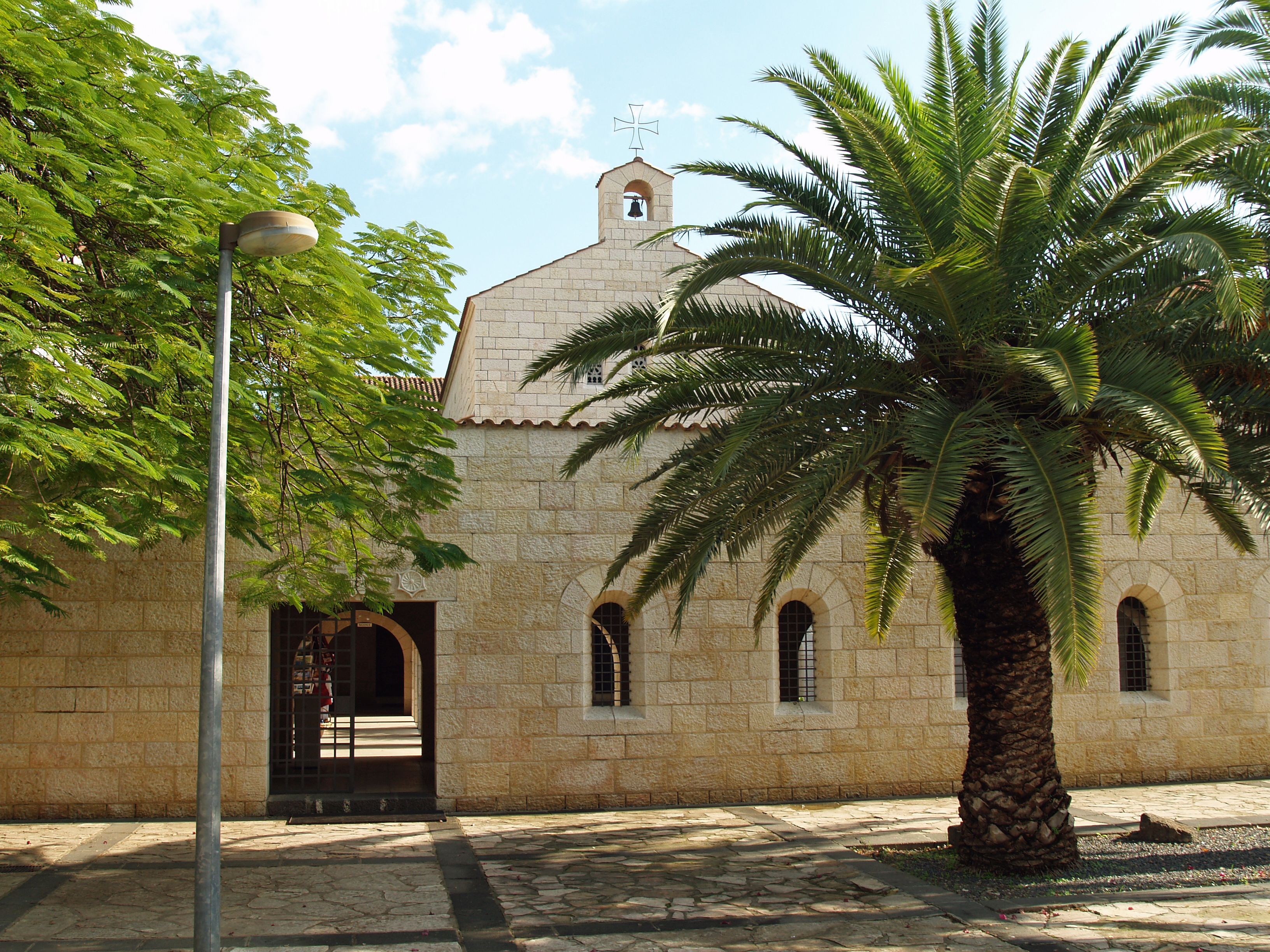
Exteriér
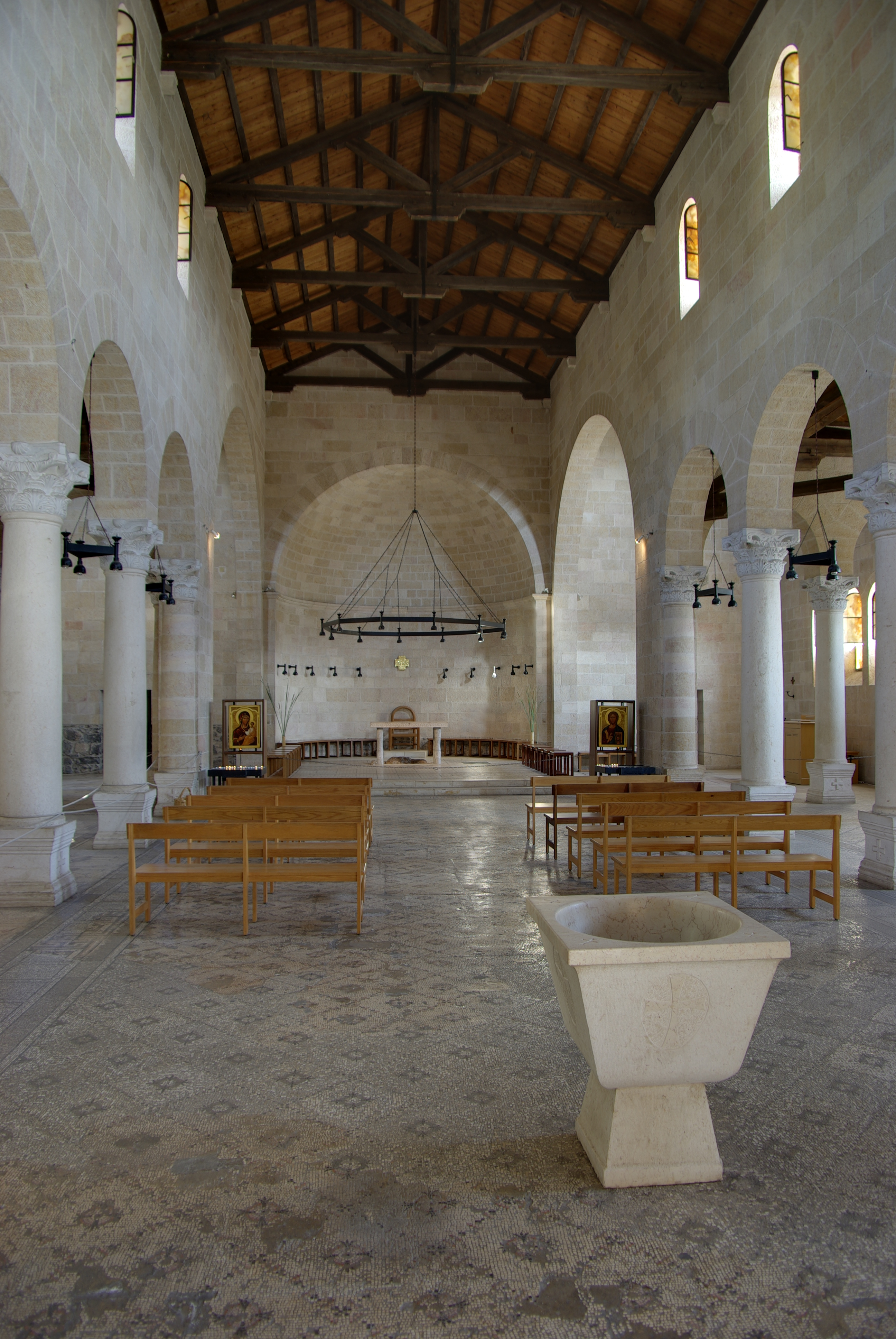
Interiér
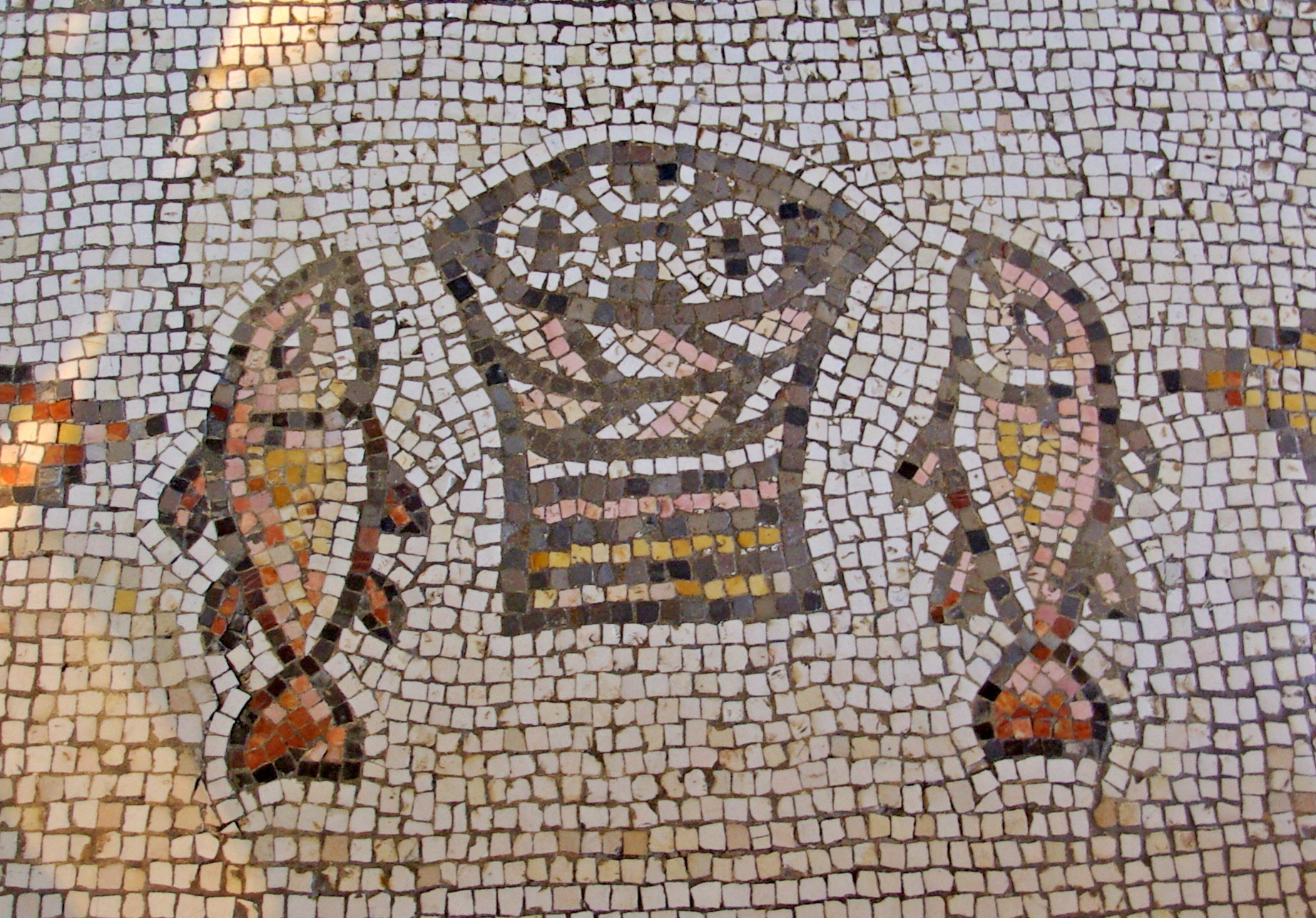
Mozaika u oltáře